# امپراتور چوکیو
امپراتور چوکیو (به ژاپنی: 仲恭天皇، Chūkyō-tennō)؛ زاده ۳۰ اکتبر ۱۲۱۸ درگذشته ۱۲۳۴) هشتاد و پنجمین امپراتور ژاپن بر اساس نظام سنتی جانشینی پادشاهان ژاپن است.